# Arthur Schopenhauer

Arthur Schopenhauer (1855)

Arthur Schopenhauer (22. února 1788, Gdaňsk – 21. září 1860, Frankfurt nad Mohanem) byl německý filosof 19. století. Byl představitelem pesimistické filosofie, a ač zůstal za svého života téměř neznámý, svým přesvědčením o iracionálním základě světa výrazně ovlivnil mnoho pozdějších myslitelů, např. Friedricha Nietzscheho.

## Život
Byl synem gdaňského velkoobchodníka. V roce 1793, tedy pět let po synově narození, přesídlil jeho otec do Hamburku. Devátý až jedenáctý rok svého života (1797–1799) strávil Schopenhauer u otcova přítele v Le Havru, kde se dokonale naučil francouzsky. Také později brali s sebou rodiče chlapce na své dlouhé cesty Belgií, Francií, Švýcarskem a Německem. Za svého půlročního pobytu v Anglii se důkladně seznámil s anglickým jazykem a literaturou.
V šestnácti letech vstoupil na přání svého otce do učení u hamburského obchodníka. Otcova smrt (sebevražda skokem z okna), k níž došlo krátce poté (1805), přiměla matku Johannu Schopenhauerovou, později známou spisovatelku, která byla o dvacet let mladší než manžel, aby přesídlila do Výmaru. Zde se setkával mladý Schopenhauer např. s Goethem, Schlegelovými apod. a osvojil si vzdělání potřebné k tomu, aby se mohl zapsat na univerzitu. Výmarské společnosti nicméně mladý Arthur připadal příliš kritický a přemoudřelý, s matkou se proto po hádce rozešel ve zlém a až do její smrti se s ní nestýkal. Se svou sestrou Adel vedl pouze sporou korespondenci, po svém odchodu z domova se potkali pouze jednou v roce 1840, Adel o devět let později zemřela.
Dva roky studoval v Göttingenu, pak stejně dlouho v Berlíně. Roku 1813 promoval prací O čtverém kořeni věty o dostatečném důvodu. Následná čtyři léta žil v Drážďanech, kde napsal spisy O vidění a barvách (1816) a pak i své hlavní dílo Svět jako vůle a představa (1819).
Roku 1820 se habilitoval v Berlíně, ale po neúspěšném prvním semestru, kdy si vypsal přednášky na stejný čas jako slavný filosof Hegel, tudíž je téměř nikdo nenavštěvoval, se stáhl do ústraní. Hegelovi nicméně nikdy svůj neúspěch nezapomněl – obzvlášť jedovatým sarkasmem proslul jeho traktát „O univerzitní filosofii“. Hodně cestoval (Itálie aj.) Když se v roce 1831 vrátil nazpět do Berlína, vypukla cholera, které podlehl i Hegel; Schopenhauer se odstěhoval do Frankfurtu nad Mohanem, kde setrval do své smrti roku 1860.
Dědictví po otci dokázal Schopenhauer rozmnožit, po celý život z něj žil a nepracoval, pokoušel se sice získat práci jako překladatel, vždy však neúspěšně. To vedlo k velkým obavám o peníze a jeho proslulé lakomosti. Když bankéř spravující jeho peníze utrpěl ztrátu a ve snaze uniknout bankrotu nabídl svým investorům pouze zlomek jejich původních investic, začal mu Schopenhauer korespondenčně vyhrožovat tak drakonickými důsledky, že mu bankéř vrátil 70 % jeho peněz. Ve Frankfurtu proslul svou samotářskou povahou i mnohým podivínstvím (na dlouhých procházkách vedl rozhovory se svým pudlem Atmou, léta chodil plavat do Mohanu). Slávy se nakonec dočkal okolo roku 1850, kdy jeho kniha Parerga a Paralipomena (řecky: Zbylé a doplňkové práce) zaznamenala úspěch, který vedl k třetímu vydání jeho hlavního díla Svět jako vůle a představa. V té době jej v jeho bytě ve Frankfurtu nad Mohanem začali vyhledával lidé obdivující jeho filosofii. S odvrácenou stránkou slávy se setkával i při svých denních cestách do Englisher Hofu, kde byl zvyklý obědvat – zde býval sledován novináři. Zemřel ve věku 72 let na zápal plic.

## Schopenhauerova filosofie
Hlavním teoretickým zdrojem Schopenhauerovy filozofie bylo učení Kantovo, Platónovo a částečně Schellingovo.

### O čtverém kořeni věty o dostatečném důvodu
První významným filosofickým dílem Schopenhauera je jeho disertace z roku 1813 nazvaná O čtverém kořeni věty o dostatečném důvodu. Text přepracoval, doplnil a publikoval roku 1847. Východiskem knihy je věta o dostatečném důvodu, který (zjednodušeně řečeno) říká, že každý fakt a každá skutečnost má nějaký důvod svého bytí. Tedy je možné smysluplně odpovědět na otázku „proč?“ týkající se každého faktu a podat přiměřené vysvětlení důvodu jeho existence.
Podle Schopenhauera existují čtyři druhy faktů (skutečností): 1) hmotné objekty, 2) abstraktní pojmy, 3) matematické a geometrické konstrukce a 4) psychologické motivující síly. Tyto čtyři druhy faktů tvoří z hlediska epistemologie oddělené sféry, tedy při vysvětlování důvodů konkrétních faktů se lze pohybovat vždy jen v jedné z těchto oblastí a nelze mezi nimi přecházet (takové vysvětlení je vždy chybné). Například platnost matematické rovnice nelze vysvětlit psychologickou motivací a naopak. Věta o dostatečném důvodu se tedy rozvětvuje do čtyř podob a má čtyři kořeny, jak stojí i v titulu jeho díla.

### Svět jako vůle a představa
Svět jako představa – těmito slovy začíná Schopenhauerova kniha. Ale tuto první část Schopenhauerovy teze již známe od Kanta, podle kterého jsou nám všechny věci dány pouze jako jevy. Tím navazuje Schopenhauer na to, že Kantovu nauku sám označuje za vstupní bránu ke své vlastní filosofii. Je sice nezvratné, že svět je představa, ale chápat jej POUZE takto je přesto jednostranné. Podle Kanta metafyzika neexistuje. Schopenhauer však klade otázku, co když je zcela chybné vycházet z toho, že pramen metafyziky nesmí být zásadně empirický, že její zásady v žádném případě nesmí pocházet z vnější či vnitřní zkušenosti. To by přece znamenalo, že řešení hádanky světa nelze najít ve světě samém. Proto musíme neumlčovat náš hlavní pramen poznání, vnější a vnitřní zkušenost. Jaké je ale ono „pravé místo“, na nějž je třeba navázat?

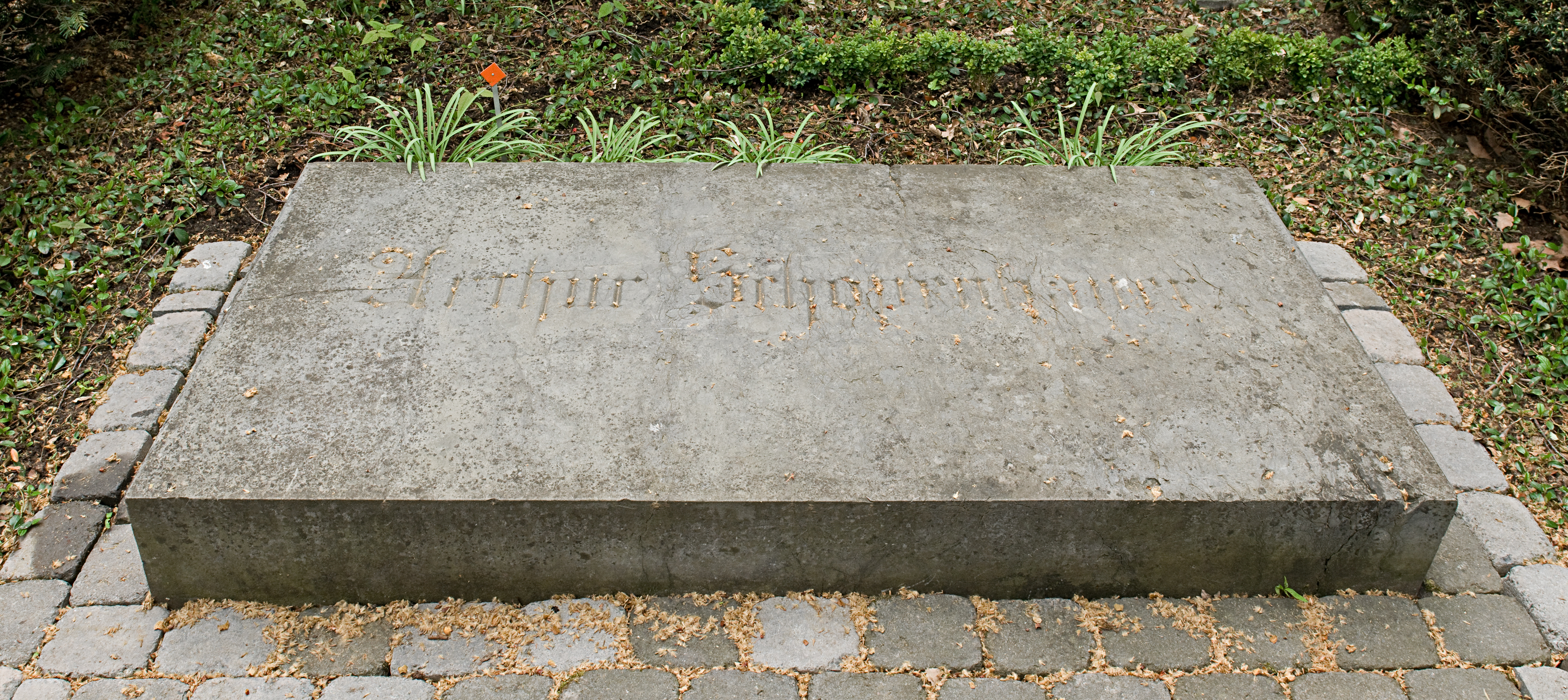
Hrob Arthura Schopenhauera na hlavním hřbitově ve Frankfurtu nad Mohanem

Svět jako vůle – zvnějšku se podstatě věcí přiblížit nelze. Výsledkem jsou vždy pouhé obrazy a jména. Jediné místo, jež nám umožňuje vstoupit do nitra světa, je v nás samých. V individuu. Jednotlivci je jeho vlastní tělo dáno dvěma zcela odlišnými způsoby: jednak jako představa v rozumovém nazírání, tedy jako objekt mezi objekty, zapojený do kauzální souvislosti všech jevů… a zároveň naprosto odlišným způsobem, totiž jako to, co každý dobře zná a co se označuje slovem vůle… (jak píše ve svém díle Welt als Wille und Vorstellung I tj. Svět jako vůle a představa, str. 119).
Akt vůle a tělesná akce nejsou dvě různé věci, spojené kauzálně. Jsou jedno a totéž. Tělesné jednání je objektivovaný akt vůle, který je přístupný názoru. Tělo je vůle objektivovaná v čase a prostoru.
Schopenhauer dále vyvozuje, že podstata člověka nezáleží v myšlení. Vědomí je pouze povrch naší bytosti (je jako zevní povrch zeměkoule). Naše vědomé myšlenky jsou jen hladina hluboké tůně. Naše soudy nevznikají zřetězením jasných myšlenek podle logických zákonů, jsou téměř neuvědomělým dějem, jako trávení. O vzniku nejhlubších myšlenek nemůžeme vydat žádné svědectví. Vznikají působením vůle.
I paměť je pouze služkou naší vůle. Vůle je jako statný slepec, který nese na svých ramenou vidoucího, ale chromého člověka. Ve skutečnosti jsme poháněni zezadu. Žene nás nevědomá vůle k životu.
Vůle formuje charakter stejně jako lidské tělo. Vědomé funkce potřebují spánek, ale vůle nikoli, vždyť co se děje bez našeho vědomí, neumdlévá. Ale vůle se skrývá také za jevy neživé přírody (chemická přitažlivost a odpudivost látek, gravitační přitažlivost), to vše je nevědomá světová vůle. V říši života je nejsilnějším projevem vůle k životu rozmnožovací pud. Ten dokonce překonává i individuální smrt.

### Metafyzika pohlavní lásky
Metafyzika pohlavní lásky patří k nejproslulejším partiím jeho díla. Podle Schopenhauera se líčením pohlavní lásky zabývali hlavně básníci a romanopisci, tudíž se cítil oprávněn tímto důležitým tématem, jež ovlivňuje náš život, zabývat a rozvést ve svých úvahách. Schopenhauer použil anglický výraz to fancy each other, který bychom mohli propojit s Ficinovým pojetím fantazie a jeho významu při zamilování.
Sotva se živá bytost postarala o zachování sebe sama, už usiluje o rozmnožování, o zachování. Tato vůle se projevuje téměř nezávisle na poznání. Má-li u člověka poznání (dobrý rozum) své místo v mozku, jsou pohlavní orgány, místo pohlavního pudu, vlastním ohniskem vůle a protipólem mozku.
Láska je iluze, jejíž pomocí se příroda stará o zachování rodu. Každý miluje to, co jemu samému chybí. Nejmužnější muž bude hledat nejženštější ženu a naopak. Vystřízlivění se dostavuje zejména v manželství uzavřeném z lásky. Jako v pohlavní lásce vychází najevo, že jednotlivec je pouhým nástrojem druhu, tak platí i obecně, že individuum (vůbec každý myslitelný jev) je střídání látky v téže formě. Tím ale Schopenhauer skoncoval s důležitým předpokladem, který byl uznáván od dob renesance, že svět je harmonický. Svět není logický, je alogický. Od optimismu přechází k pesimismu.
Se Schopenhauerovou pozicí nesouhlasí V. Solovjov, jehož spis Smysl lásky vychází právě z kritiky sexuality jako pouhého nástroje k plození nových generací.

### Utrpení světa a vykoupení
Vůle je nekonečná, naplnění omezené. Z každé uspokojené žádosti ihned roste nová. Sotva pomine jedna bolest…, přichází nové zlo. Bolest je vlastní realitou života. Slast a štěstí, to je pouze něco negativního, totiž nepřítomnost bolesti. Schopenhauer se stavěl proti přehnanému metafyzickému optimizmu Leibnize. Absurditu tvrzení, že žijeme v nejlepším možném světě viděl jako křiklavou, oproti ní stavěl názor, že žijeme v nejhorším z možných světů, neboť každé bytosti se dostalo právě tolik, aby byla schopna udržet se naživu, ale nic navíc. Oproti optimistickému názoru, že svět je krásný, stavěl vcítění se do věcí: „Optimista mne vyzve, abych otevřel oči a pohlédl na svět, jak je krásný ve slunečním světle, se svými horami a údolími, řičkami, rostlinami, zvířaty, atd. Cožpak je však svět nějaké kukátko? Na vidění jsou tyto věci ovšem krásné, ale být jimi je něco zcela jiného.“
- Co máme, toho si nedovedeme vážit.
- Metlou většiny lidí je nouze.
- Nevyhnutelným údělem člověka je osamění.
- Pohlcovat a být pohlcován, to je život.

Podle Schopenhauera přece existuje východisko:
Estetická cesta vykoupení – Můžeme se povznést k poznání toho, co se skrývá za jevy? Zvíře to nedokáže, ale člověk ano. Poznáním, kterým je mu to umožněno, je umění. Umění není vykoupením ze života, nýbrž pouze krásnou útěchou v něm.
Etická cesta vykoupení – Je cestou myšlení starých Indů. Nechat se prodchnout duchem popírání světa. Popření vůle.
Co to je sláva? Pouhý odraz naší bytosti v hlavách jiných.
Schopenhauerovi porozumíme snad jen tehdy, orientujeme-li se alespoň zběžně ve starých indických filozofiích – hinduismu a především buddhismu, z nichž si Schopenhauer vypůjčil nejednu myšlenku, jako např. neuspokojitelnou mysl, teorii reinkarnace (viz spisek O smrti), možnost vykoupení se z koloběhu utrpení atd.

### Kritika
Jak může ve světě, jehož jedinou podstatou je slepá vůle, triumfovat intelekt nad vůlí? Nesvědčí to o tom, že kromě slepé vůle musí existovat i jiná síla?
Odpověď: Pokud svoje myšlení, které vzešlo ze slepé vůle, dokážeš rozvinout na tak velkou míru, že dokážeš objektivizovat svoje osobní vlastnosti jako sobeckost, radost apod. tak jsi na dobré cestě tyto vlastnosti ovládnout.

## Spisy

### České překlady
- Umění dostat v každé debatě za pravdu, překlad Břetislav Hůla, Praha : Portál, 2019. ISBN 978-80-262-1529-5
- Parerga a Paralipomena, malé filosofické spisy, překlad: Milan Váňa, Pelhřimov: Nová tiskárna Pelhřimov, 2011
- O vůli v přírodě a jiné práce, překlad Milan Váňa, Praha: Academia, 2007
- Svět jako vůle a představa, překlad : Milan Váňa, Pelhřimov : Nová tiskárna Pelhřimov, 1998
- O spisovatelství a stylu, vybral Petr Sacher, přeložila Věra Koubová, Hynek-Punkt, 1994
- O barvách (Z korespondence mezi Schopenhauerem a Goethem), přeložil Martin Pokorný, Souvislosti 2/2014
- Životní moudrost, překlad : Vítězslav Tichý, Praha : Svoboda, 1992
- Eristická dialektika, překlad : Ivana Laňová, Praha, Havlíčkův Brod : nakladatelství en, 1991
- Eristická dialektika čili Umění dostati v každé debatě za pravdu, překlad a poznámky: Břetislav Hůla, Praha : Pokrok, 1927